# Henrique Veiga-Fernandes

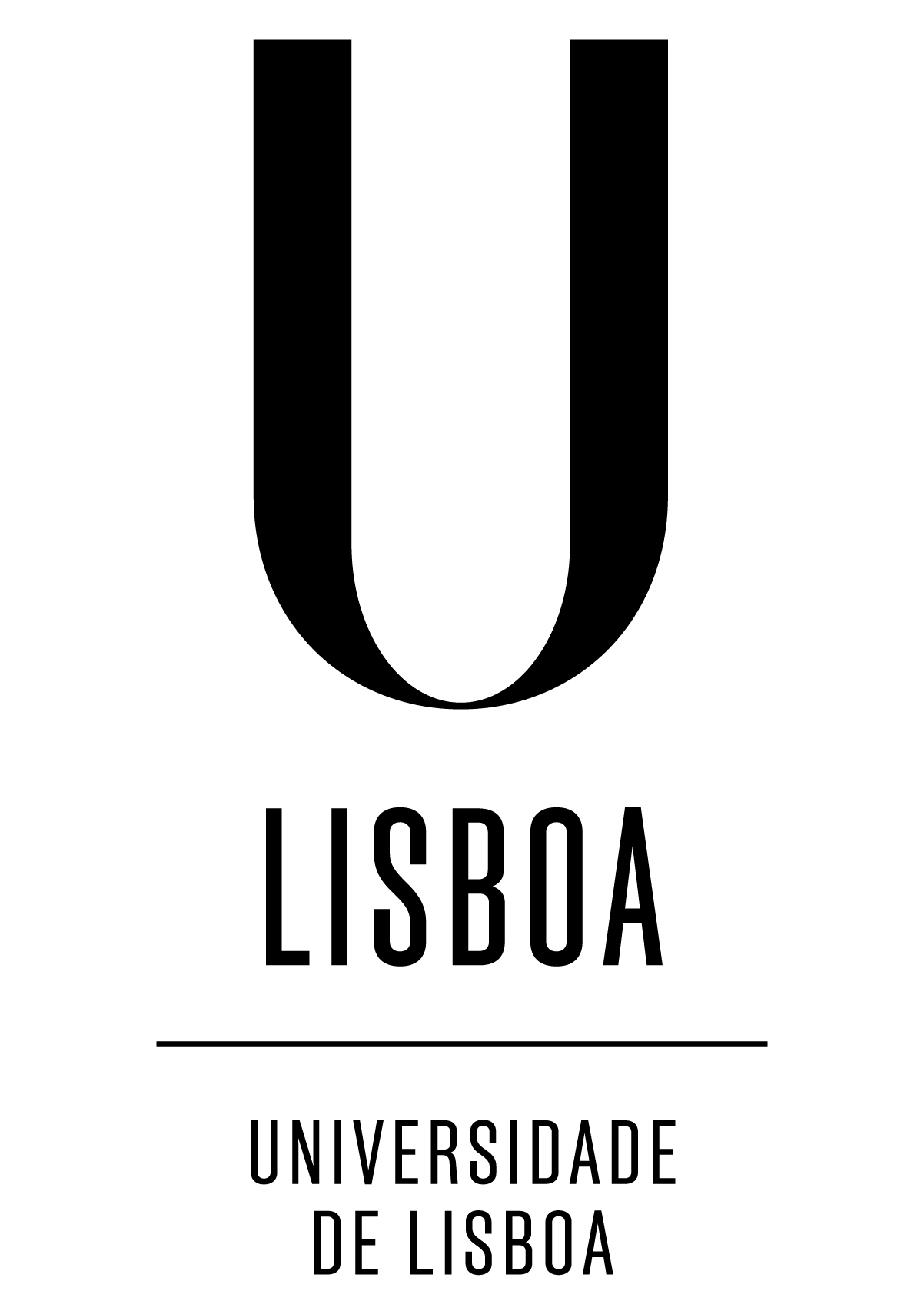
Universidade de lisboa

Henrique Veiga-Fernandes, nasceu em Viseu em 1972, formou-se em Medicina Veterinária pela Universidade de Lisboa e também pela Università degli Studi di Milano, Itália. Em 2002 decidiu ir para França para obter o doutoramento em Imunologia pela Université René Descartes, onde estudou sobre os linfócitos. Após o doutoramento decidiu novamente mudar de país, desta vez para Inglaterra, onde continuou a aprofundar o seu estudo sobre as células do sistema imunitário. Foi em Londres que fez até então a sua maior descoberta até então: a existência de moléculas específicas de neurónios nas células do sistema imunitário. o que lhe permitiu ganhar uma bolsa do ERC.
Em 2009, voltou a Portugal e começou a trabalhar no IMM(Instituto de Medicina Molecular),tornando-se membro da equipa de direção em 2014. Dois anos mais tarde, juntou-se à Fundação Champalimaud onde trabalha até à data de hoje como investigador principal.

Henrique Veiga-Fernandes obteve diversos prêmios, dentre os quais se destacam:
ERC- (2007, 2013, 2015 e 2017) 
Prêmio Pfizer da Ciência Básica - (2014, 2016, 2020) 
Pesquisa Sénior da Crohn's and Colitis Foundation of America, EUA- (2014)
Prémio Innovator and Breakthrough da Kenneth Rainin Foundation, EUA- (2013 e 2014)
National Blood Foundation Scholar, EUA- (2012)
Prémio Allen Distinguished Investigator- (2018) 
Prémio Chan-Zuckerberg Initiative- (2020)

## Trabalhos de Henrique Veiga-Fernandes
| Título                                                                                                   | Citado por | Ano  |
| --- | ---------- | ---- |
| Differentiation of type 1 ILCs from a common progenitor to all helper-like innate lymphoid cell lineages | 1122       | 2014 |
| Response of naive and memory CD8+ T cells to antigen stimulation in vivo                                 | 707        | 2000 |
| The basic leucine zipper transcription factor E4BP4 is essential for natural killes cell development     | 476        | 2009 |
| Neuronal regulation of type 2 innate lymphoid cells via neuromedin U                                     | 475        | 2017 |
| Maternal retinoids control type 3 innate lymphoid cells and set the offspring immunity                   | 377        | 2014 |

Alguns destes trabalhos são pesquisas feitas pela sua equipa na Fundação Champalimaud. Em conjunto com os seus 14 colegas, cada um com diferentes soft skills e hard skills, já publicaram 18 estudos em 6 anos. 